# Sportåret 1948

## Händelser
- I Sverige tar Stockholms folkskolor initiativet till Nordiska Folkskolespelen, idrottstävlingar för skolbarn i de nordiska ländernas huvudstäder.

### Amerikansk fotboll
- Philadelphia Eagles besegrar Chicago Cardinals med 7 - 0 i NFL-finalen som spelades i snöstorm.
- Cleveland Browns besegrar Buffalo Bills med 49 - 7 i AFC-finalen

### Bandy
- 22 februari - Västerås SK vinner svenska mästerskapsfinalen mot Brobergs IF med 2-1 på Stockholms stadion.[1][2]

### Baseboll
- 11 oktober - American League-mästarna Cleveland Indians vinner World Series med 4-2 i matcher över National League-mästarna Boston Braves.[3]

### Basket
- 21 april - Baltimore Bullets vinner BAA-mästerskapet genom att besegra Philadelphia Warriors i finalserien med 4-2 i matcher.[4]
- 13 augusti - USA vinner den olympiska turneringen i London genom att finalslå Frankrike med 65-21.[5]

### Brottning

#### OS
- Kurt Pettersén blir olympisk guldmedaljör i grekisk-romersk stil, bantamvikt vid olympiska sommarspelen i London.

### Cykel
- Tour de France vinns av Gino Bartali, Italien
- Giro d'Italia vinns av Fiorenzo Magni, Italien
- Vuelta a España vinns av Bernardo Ruiz, Spanien

### Fotboll
- 24 april - Manchester United FC vinner FA-cupfinalen mot Blackpool FC med 4-2 på Wembley Stadium.[6]

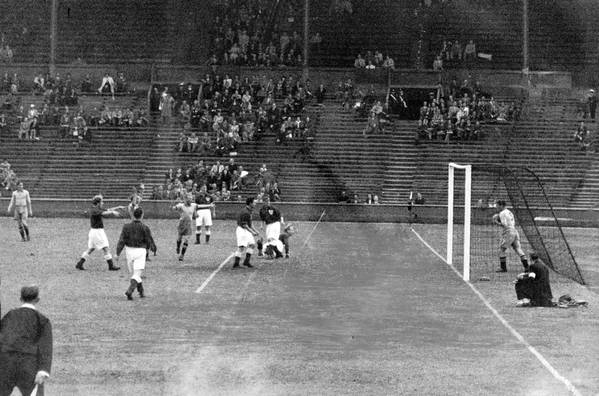
Sverige besegrar Danmark i semifinalen på vägen mot det olympiska guldet.

- 25 juli – Råå IF vinner Svenska cupen genom att finalslå BK Kenty med 6-0 i Helsingborg.[7]
- 13 augusti - Sverige tar olympiskt guld i London genom att finalbesegra Jugoslavien med 3-1.[8]
- Okänt datum – Bertil Nordahl, Degerfors IF, tilldelas Guldbollen.
- Okänt datum – Copa del Rey vinns av Sevilla FC
- Okänt datum – Franska cupen vinns av Lille OSC
- Okänt datum – Skotska cupen vinns av Rangers FC

#### Ligamästare
- England - Arsenal FC
- Frankrike - Olympique Marseille
- Italien - Torino Calcio
- Spanien - FC Barcelona
- Skottland - Hibernian FC
- Sverige - IFK Norrköping
- Tyskland (västra ockupationszonen) - 1. FC Nürnberg

### Friidrott
- 27 augusti - svensk världsrekord i Stafettlöpning 4 x 1 engelsk mile Gefle IF (med Olle Åberg, Ingvar Bengtsson, Gösta Bergkvist och Henry Eriksson), 16 min, 55,8 sek
- 31 december - Raúl Inostroza, Chile vinner Sylvesterloppet i São Paulo.[9]
- Gerard Cote, Kanada vinner Boston Marathon.[10]

### Golf
- 28 maj - Det norska golfförbundet bildas.[11]
- British Open vinns av Henry Cotton, Storbritannien
- US Open vinns av Ben Hogan, USA
- PGA Championship vinns av Ben Hogan, USA
- The Masters vinns av Claude Harmon, USA

### Ishockey

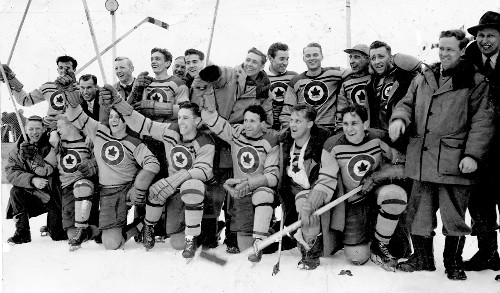
Kanadas olympiska guldlag.

- 8 februari  - Kanada vinner den olympiska turneringen i Sankt Moritz före Tjeckoslovakien och Schweiz.[12]
- 2 mars - IK Göta blir svenska mästare efter finalvinst mot UoIF Matteuspojkarna med 3-2 efter förlängning i Stockholm.[13]
- 14 april - Stanley Cup vinns av Toronto Maple Leafs efter att i finalspelet ha besegrat Detroit Red Wings med 4–0.[14]
- 31 oktober - Helge Berglund efterträder Anton Johanson som ordförande för Svenska Ishockeyförbundet.[15]

### Konståkning

#### VM
- Herrar – Richard Burton, USA
- Damer – Barbara Ann Scott, Kanada
- Paråkning – Micheline Lannoy & Pierre Baugniet, Belgien

#### EM
- Herrar – Richard Button, USA!
- Damer – Barbara Ann Scott, Kanada!
- Paråkning – Andrea Kékesy & Ede Király, Ungern

### Skidor, alpina grenar

#### SM

##### Herrar
- Slalom vinns av Äke Nilsson, IFK Östersund. Lagtävlingen vinns av IFK Östersund

##### Damer
- Slalom vinns av May Nilsson, Åre SLK. Lagtävlingen vinns av Åre SLK

### Skidor, nordiska grenar
- 7 mars - Nils ”Mora-Nisse” Karlsson, IFK Mora vinner Vasaloppet.[16]

#### SM

##### Herrar
- 15 km vinns av Martin Lundström, IFK Umeå. Lagtävlingen vinns av IFK Umeå.
- 30 km vinns av Martin Lundström, IFK Umeå. Lagtävlingen vinns av IFK Umeå.
- 50 km vinns av Nils Karlsson, IFK Mora.  Lagtävlingen vinns av Brännans IF.
- Stafett 3 x 10 km vinns av IFK Umeå med laget Gunnar Karlsson, Harald Eriksson och Martin Lundström.
- Backhoppning vinns av Nils Lund,  IF Friska Viljor. Lagtävlingen vinns av IF Friska Viljor.
- Nordisk kombination vinns av Sven Israelsson, Dala-Järna IK Lagtävlingen vinns av IFK Kiruna.

##### Damer
- 10 km vinns av Märta Norberg, Vårby IK. Lagtävlingen vinns av Selångers SK.

### Tennis
- Franska öppna vinns av:
  - Herrsingel: Frank Parker, USA
  - Damsingel: Nelly Landry, Frankrike
- Wimbledon vinns av:
  - Herrsingel: Bob Falkenburg, USA
  - Damsingel: Louise Brough, USA
- US Open vinns av:
  - Herrsingel: Pancho Gonzales, USA
  - Damsingel: Margaret Osborne duPont, USA
- Australiska öppna:
  - Herrsingel: Adrian Quist, Australien
  - Damsingel: Nancye Wynne Bolton, Australien
- 6 september - USA vinner Davis Cup genom att finalbesegra Australien med 5-0 i Forest Hills.[17]

### Travsport
- Travderbyt körs på  Jägersro travbana i  Malmö. Segrare blir den svenska hingsten   King Brodde (SE)  e Pinero  (US) – Bess Vimont  (US) e. The Laurel Hall  (US). Kilometertid: 1.27,5   Körsven:  Ture Persson
- Travkriteriet vinns av den svenska hingsten   Toreador  (SE)  e. Craftsman  (US) – Mae Wynn  (US) e Mr McElwyn  (US).

### Volleyboll
- 26 september - Sovjet vinner herrarnas Europamästerskap i Sofia före Frankrike och Italien.[18]

## Evenemang
- Olympiska sommarspelen 1948 äger rum i London, England.
  - USA tar flest medaljer (84) och flest guldmedaljer (38).
  - Sverige blir näst bästa nation med 44 medaljer och 16 guldmedaljer.
- Olympiska vinterspelen 1948 äger rum i Sankt Moritz, Schweiz.
  - Sverige, Norge och Schweiz tar flest medaljer (10) och Sverige och Schweiz tar flest guldmedaljer (4).
- VM i konståkning anordnas i Davos, Schweiz
- EM i konståkning anordnas i Prag, Tjeckoslovakien

## Födda
- 9 januari – Jan Tomaszewski, polsk fotbollsspelare.
- 14 januari – Valerij Charlamov, sovjetisk ishockeyspelare.
- 5 februari - Sven-Göran Eriksson, svensk fotbollstränare, förbundskapten för Englands fotbollslandslag 2001-.
- 20 mars - Bobby Orr, kanadensisk ishockeyspelare.
- 4 juli - René Arnoux, fransk racerförare.
- 10 juli - Staffan Tapper, svensk fotbollsspelare.
- 16 juli - Lars Lagerbäck, förbundskapten för Sveriges fotbollslandslag
- 25 juli - Peggy Fleming, amerikansk konståkare.
- 28 september - Sören Cratz, svensk fotbollstränare.
- 9 oktober - Börje Leback, svensk fotbollsspelare
  - 9 oktober - Yngve Leback, svensk fotbollsspelare
- 16 november - Arie Haan, nederländsk fotbollsspelare.
- 29 november - Gunnar Nilsson, svensk formel 1-förare.
- 12 december - Colin Todd, engelsk fotbollsspelare och tränare.

## Avlidna
- 16 augusti – Babe Ruth, 53, amerikansk basebollspelare.
- 31 december – Malcolm Campbell, 63, brittisk racerförare.

### Fotnoter
1. ↑  Erik Jonsson (22 februari 1948). ”1940–1949”. Svenska Bandyförbundet. Arkiverad från originalet den 17 mars 2020. https://web.archive.org/web/20200317215222/https://www.svenskbandy.se/BANDYFINALEN/HISTORIK/Svenskamastare/Herrar/1940-1949. Läst 18 mars 2020.
2. ↑  ”Västerås Sportklubbs SM-finaler i bandy”. VSK Forum. http://www.vskforum.com/vsk.nu/SM-finallag.html. Läst 21 juli 2011.
3. ↑  ”1948 World Series” (på engelska). Baseball-Reference.com. http://www.baseball-reference.com/postseason/1948_WS.shtml. Läst 14 juli 2015.
4. ↑  ”Basketball Reference”. http://www.basketball-reference.com/leagues/BAA_1948_games.html. Läst 25 augusti 2011.
5. ↑  ”Sport Statistics”. Arkiverad från originalet den 25 maj 2012. https://web.archive.org/web/20120525123520/http://www.todor66.com/basketball/Olympic/Men_1948.html. Läst 23 augusti 2011.
6. ↑  ”England FA Challenge Cup 1947/1948” (på engelska). RSSSF. http://www.rsssf.com/tablese/engcup1948.html. Läst 19 augusti 2012.
7. ↑  Jimmy Lindahl (14 augusti 2005). ”Svenska cupen – finalmatcher”. Bolletinen. http://www.bolletinen.se/sfs/pdf/stat_h_allsvens_1941_2005_stat_herr_cupen_finalmatcher.pdf. Läst 21 augusti 2012.
8. ↑  ”Games of the XIV. Olympiad” (på engelska). RSSSF. http://www.rsssf.com/tableso/ol1948f.html. Läst 11 augusti 2011.
9. ↑  ”1940” (på portugisiska). Sylvesterloppet. Arkiverad från originalet den 25 februari 2014. https://web.archive.org/web/20140225142805/http://www.saosilvestre.com.br/1940. Läst 19 augusti 2012.
10. ↑  ”Boston Marathon”. Arkiverad från originalet den 27 april 2015. https://web.archive.org/web/20150427035419/http://www.baa.org/races/boston-marathon/boston-marathon-history/past-champions/past-mens-open-champions.aspx. Läst 9 april 2011.
11. ↑  ”Norges Golfforbund”. Arkiverad från originalet den 15 juli 2011. https://web.archive.org/web/20110715130354/http://www.golfforbundet.no/om-ngf/historikk. Läst 23 augusti 2011.
12. ↑  ”Jeux Olympiques de Saint-Moritz 1948” (på franska). Hockey Archives. 8 februari 1948. https://www.hockeyarchives.info/JO1948.htm. Läst 15 augusti 2011.
13. ↑  ”Championnat de Suède 1947/48” (på franska). Hockey Archives. 2 mars 1948. https://www.hockeyarchives.info/Suede1948.htm. Läst 15 augusti 2011.
14. ↑  ”NHL 1947/48” (på franska). Hockey Archives. https://www.hockeyarchives.info/NHL1948.htm. Läst 23 mars 2020.
15. ↑  ”Presentation av Anders Larsson ny ordförande för Svenska Ishockeyförbundet”. Svenska Ishockeyförbundet. 17 juni 2015. https://www.swehockey.se/Nyheter/nyheterfransvenskaishockeyforbundet/2015/Juni2015/PresentationavAndersLarssonnyordforandeforSvenskaIshockeyforbundet. Läst 16 mars 2020.
16. ↑  ”Historiska segrare”. Vasaloppet. Arkiverad från originalet den 22 mars 2020. https://web.archive.org/web/20200322121012/https://www.vasaloppet.se/wp-content/uploads/sites/1/2019/09/historiska_segrare_vasaloppet_sve_2019-09-18.pdf. Läst 5 september 2011.
17. ↑  ”Davis Cup”. http://www.daviscup.com/en/results/tie/details.aspx?tieId=10000731. Läst 20 augusti 2011.
18. ↑  ”Sport Statistics”. Arkiverad från originalet den 26 juni 2015. https://web.archive.org/web/20150626134503/http://todor66.com/volleyball/Europe/Men_1948.html. Läst 24 augusti 2011.